# Bernhard Kremser
Bernhard Kremser (* 1954 bei Dresden) ist ein deutscher Bildhauer, Designer, Grafiker und Schauspieler.

## Leben
Bernhard Kremser wurde 1954 bei Dresden geboren und wuchs in Lauta (Niederlausitz) auf. Seine Eltern, die beide selbst musisch begabt waren, erkannten früh sein zeichnerisches Talent und förderten seine künstlerische Ausbildung bereits im Kindesalter.
Nach dem Abitur 1972 an der Lessing-Oberschule in Hoyerswerda begann Kremser eine sozialpädagogische Ausbildung der Caritas in der DDR. Zum Kunststudium an der Hochschule für Bildende Künste Dresden war er zuvor nicht zugelassen worden, weil er sich mehrfach kritisch zur realsozialistischen Einparteiendiktatur geäußert und den Wehrdienst bei den Grenztruppen der DDR verweigert hatte.
Um unter den Umständen in der DDR dennoch eine künstlerische Ausbildung zu absolvieren, machte Kremser eine Ausbildung zum Holzbildhauer. Bis zu seiner Ausreise aus der DDR im Jahr 1988 lebte und arbeitete Kremser in Parchim.
Nach dem Umzug nach Bonn arbeitete Kremser als freischaffender Künstler mit Schwerpunkten in den Bereichen Rauminstallationen, Plastik und Zeichnungen. Seit 2003 lebt Bernhard Kremser in Görlitz und unterhält dort ein Atelier, in dem er auch unterrichtet.

## Das künstlerische Werk
Nach gegenständlichen Anfängen mit Zeichnungen, Linolschnitten, Holzschnitten und Holzskulpturen wandte sich Kremser in den 1990er Jahren abstrakteren Darstellungsweisen zu. Bernhard Kremser war mit einer Einzelausstellung im Palazzo Albrizzi unter dem Titel „Bernhard Kremser – Disegni e Sculture“ 1997 auf der Biennale di Venezia vertreten.
Mit seiner „Sankt-Ansgar-Pilgerkirche“ in der Halle 8 der Hamburg Messe während des 94. Deutschen Katholikentages in Hamburg verließ erstmals ein Künstler in Deutschland alle Konventionen der Sakralbaukunst.
An der Düsseldorfer Rheinuferpromenade installierte Kremser 2002 für eine Nacht 20 überdimensionale Zigarettenskulpturen für ein Event der Unternehmensberatung McKinsey & Company.
Darüber hinaus entwirft Bernhard Kremser auch Plastiken, die als Preisskulpturen verwendet werden. Bernhard Kremser arbeitet auch als Dramaturg und Schauspieler. Für die Piccolo Puppenspiele inszenierte er Faust – Geschichte einer Höllenfahrt (Text: Gerd J. Pohl nach der Vorlage von Karl Simrock). In verschiedenen Theaterinszenierungen und Filmen wirkte Bernhard Kremser als Schauspieler mit, zuletzt in Wes Andersons The Grand Budapest Hotel.